# David Raya
David Raya Martín (Barcelona, 1995. szeptember 15.) spanyol válogatott labdarúgó, az Arsenal játékosa.

## Pályafutása

### Klubcsapatokban
Az UE Cornellà csapatánál kezdett megismerkedni a labdarúgás alapjaival, majd 2012-ben ösztöndíjjal került az angol Blackburn Rovers akadémiájára. 2014. február 26-án aláírta a klubbal az első profi szerződését. Szeptemberben négy hónapos kölcsönszerződést kötött csapata a Southporttal, hogy tapasztalatot gyűjtsön, 24 tétmérkőzésen lépett pályára. 2015. április 4-én mutatkozott be a Blackburn Rovers első csapatában a Leeds United ellen a másodosztályban. A következő két szezonban többnyire Jason Steele mögött a második számú hálóőr volt. A 2016–17-es szezon végén kiestek, és a harmadosztályban első számú kapusa lett csapatának. A 2017–18-as szezonban 47 alkalommal lépett pályára és segített csapatának a feljutásban, majd a következő szezonban 46 mérkőzésen volt a kapuba.
2019. július 6-án négy évre a Brentford csapatába igazolt. A 2019–20-as szezonban jelölték a Golden Glove díjra és Bartosz Białkowskival együtt nyerték meg. 2020. október 2-án négy évvel meghosszabbította szerződését. A 2021–22-es szezonban az élvonalban is első számú kapusa volt csapatának, majd október 24-én megsérült a Leicester City ellen. 2022. február 5-én az Everton elleni kupa-mérkőzésen tért vissza.
2023. augusztus 15-én a 2023–24-es szezonra kölcsönbe került az Arsenal csapatához 3 millió fontért, amelynek vételi opciója 27 millió font, valamint a Brentford csapatával 2+1 éves szerződést hosszabbítást is kötött. Július 4-én a klub élt opciós jogával.

### A válogatottban
Ifjúsági szinten nem lépett pályára spanyol nemzeti színekben. 2022 márciusában meghívót kapott a felnőtt válogatottba. Március 26-án mutatkozott be Albánia ellen. Novemberben bekerült a 2022-es labdarúgó-világbajnokságra utazó 26 fős keretbe.

## Sikerei, díjai

### Válogatott
- Spanyolország
  - Labdarúgó-Európa-bajnokság: 2024
  - UEFA Nemzetek Ligája: 2022–23

### Egyéni
- EFL Championship-aranykesztyű: 2019–20
- Premier League-aranykesztyű: 2023–24,[20] 2024–25[21]
- Premier League – Az év csapatának tagja: 2023–24[22]
- Premier League – A hónap védése díj: 2024 augusztus[23]